# Kukujewka (rejon kurski)
Kukujewka (ros. Кукуевка) – wieś (ros. деревня, trb. dieriewnia) w zachodniej Rosji, w sielsowiecie nowoposielenowskim rejonu kurskiego w obwodzie kurskim.

## Geografia
Miejscowość położona jest przy wschodniej granicy centrum administracyjnego sielsowietu (1-je Cwietowo), 11 km na południowy zachód od Kurska, przy drogi magistralnej (federalnego znaczenia) M2 «Krym» (odcinek dojazdowy do Kurska) oraz przy drodze regionalnego znaczenia 38K-010 (Kursk – Lgow – Rylsk – granica z Ukrainą, część trasy europejskiej E38).
We wsi znajdują się ulice: Bieriozowaja, Centralnaja, Centralnyj pierieułok, Cwietocznyj 1-j pierieułok, Cwietocznyj 2-j pierieułok, Cwietocznyj 3-j pierieułok, Cwietocznyj 4-j pierieułok, Cwietocznyj 5-j pierieułok, Cwietocznyj 6-j pierieułok, Cwietocznyj 7-j pierieułok, Cwietocznyj 8-j pierieułok, Cwietocznyj 9-j pierieułok, Cwietocznyj 10-j pierieułok, Czistaja, Dacznyj 1-j pierieułok, Dacznyj 2-j pierieułok, Dacznyj 3-j pierieułok, Dacznyj 4-j pierieułok, Dacznyj 5-j pierieułok, Dacznyj 6-j pierieułok, Dacznyj 7-j pierieułok, Dacznyj 8-j pierieułok, Dacznyj 9-j pierieułok, Dacznyj 10-j pierieułok, Dacznyj 11-j pierieułok, Dorożnaja, Gorodskaja, Jagodnaja, Iskristaja, Kolcewoj pierieułok, Koczetowskaja, Krymskaja, Kurskaja, Łazurnaja, Lesnoj pierieułok, Letniaja, Ługowaja, Łuczistaja, Magistralnaja, Mostowoj pierieułok, Muzykalnaja, Nabierieżnaja, Nabierieżnyj pierieułok, Narodnaja, Promyszlennaja, Promyszlennyj pierieułok, Razdolnaja, Rublewskaja, Rublewskij 1-j pierieułok, Rublewskij 2-j pierieułok, Rublewskij 3-j pierieułok, Swietłaja, Siewastopolskaja, Sielichowskaja, Skazocznaja, Sportiwnaja, Sczastliwaja, Sczastliwaja 2-ja, Szkolnaja, Szossiejnaja, Szyrokaja, Wiesiołaja, Woronieżskij kwartał, Zapowiednaja 1-ja, Zapowiednaja 2-ja, Zapowiednaja 3-ja, Zapowiednyj projezd i Zapowiednyj pierieułok (599 posesji).
Klimat
Miejscowość, jak i cały rejon, znajduje się w strefie klimatu kontynentalnego z łagodnym ciepłym latem i równomiernie rozłożonymi opadami rocznymi (Dfb w klasyfikacji klimatów Köppena).

## Demografia
W 2010 r. wieś zamieszkiwały 374 osoby.